# Город-убежище
Город-убежище (англ. Sanctuary city) — это муниципалитет, который ограничивает или запрещает сотрудничество с национальным правительством в обеспечении соблюдения иммиграционного права.
Сторонники «городов-убежищ» ссылаются на такие мотивы, как снижение страха перед нелегальной иммиграцией и депортацией, разлукой семей иммигрантов, сообщением о преступлениях, использованием медицинских и социальных услуг, а также зачислением детей в школу.
Противники «городов-убежищ» утверждают, что они подрывают верховенство закона, не сотрудничая с федеральными иммиграционными властями. Они также выражают обеспокоенность по поводу общественной безопасности, указывая на случаи, когда человек, причастный к насильственным преступлениям, был освобождён вместо того, чтобы быть переданным соответствующим властям. Критики утверждают, что «города-убежища» притягивают нелегальных иммигрантов, привлекая всё больше людей, въезжающих в страну незаконно. Они также заявляют, что эти города создают нагрузку на местные ресурсы, поскольку нелегально иммигрировавшие лица могут пользоваться государственными услугами, такими как здравоохранение, жильё и образование.
Некоторые исследования, посвящённые взаимосвязи между статусом «убежища» и преступностью, показали, что политика «убежищ» либо не оказывает влияния на преступность, либо в городах, где действует политика «убежищ», уровень преступности ниже, а экономика сильнее, чем в сопоставимых городах, где такая политика не действует. В 2016 году газета Washington Post сообщила, что в США «десятилетия исследований показывают, что у иммигрантов — как легальных, так и нелегальных — уровень преступности ниже». Аналогичным образом, в отчете Центра американского прогресса за 2017 год сделан вывод, что «статистический анализ показывает, что по целому ряду социальных и экономических показателей показатели округов-убежищ лучше, чем сопоставимых округов, не являющихся убежищами». В «Обзоре исследований о ”городах-убежищах“ и преступности» за 2017 год в Sociology Compass сделан вывод, что «несколько существующих эмпирических исследований иллюстрируют нулевую или отрицательную связь между этой политикой и преступностью».
Политика «городов-убежищ» существенно сокращает количество депортаций нелегальных иммигрантов, не имеющих судимостей, но не влияет на тех, у кого есть судимости за насильственные преступления. Противники «городов-убежищ» утверждают, что города должны помогать национальному правительству в обеспечении соблюдения иммиграционного законодательства. Сторонники «городов-убежищ» утверждают, что соблюдение федерального законодательства не является обязанностью местных властей и что ресурсы правоохранительных органов могут быть направлены на более важные цели.
Европейские города черпают вдохновение в движении за создание убежищ в американских городах. Однако термин «город-убежище» в Европе обычно относится к городам, которые поддерживают легальных беженцев и лиц, ищущих убежища, а не нелегальных иммигрантов. Более 80 городов по всей Великобритании проводят политику, направленную на укрепление связей между сообществами, повышение осведомлённости и укрепление культурных связей для поддержки этих групп. Глазго и Суонси стали известными городами-убежищами.

## США

Города-убежища в Соединённых Штатах*
В штате действует законодательство, которое обеспечивает защиту нелегальных иммигрантов на всей территории штата.
Округ или его эквивалент либо включает в себя муниципалитет, который является убежищем для нелегальных иммигрантов, либо сам является таковым.
Все окружные тюрьмы штата не соблюдают условия содержания под стражей ICE.
Наряду с законодательством штата или политикой, направленной на создание убежища для нелегальных иммигрантов, в округе есть муниципалитет, который проводит политику или предпринимает действия, направленные на дальнейшее предоставление убежища нелегальным иммигрантам.
- Карта основана на данных, опубликованных ICE в отчёте за февраль 2017 года, в котором указаны юрисдикции, отказавшиеся от задержания ICE.

В Соединенных Штатах муниципальная политика включает в себя запрет полиции или городским служащим расспрашивать людей об их иммиграционном статусе и отказ в удовлетворении запросов национальных иммиграционных властей о задержании людей после истечения срока их освобождения, если они были заключены в тюрьму за нарушение местного законодательства. Такая политика может быть прямо закреплена в законе (де-юре) или соблюдаться на практике (де-факто), но термин «город-убежище» не имеет точного юридического определения.

### История
Движение за создание городов-убежищ в Соединённых Штатах началось в начале 1980-х годов. Истоки этого движения восходят к религиозной философии, а также к истории движений сопротивления предполагаемой несправедливости со стороны государства. Движение за создание городов-убежищ возникло в 1980-х годах в ответ на отказ правительства США предоставить убежище некоторым беженцам из Центральной Америки. Эти просители убежища прибывали из таких политически нестабильных стран Центральной Америки, как Сальвадор и Гватемала. Более 75 000 сальвадорцев и 200 000 гватемальцев были убиты в ходе гражданских войн.
Религиозные группы на юго-западе США изначально стояли у истоков движения 1980-х годов. В марте 1982 года восемь церквей публично заявили о том, что они являются убежищами. Джон Файф, священник и лидер движения, в знаменитом письме генеральному прокурору Уильяму Смиту написал: «Объединённая пресвитерианская церковь Саут-Сайда публично нарушит Закон об иммиграции и гражданстве, предоставив убежище в своей церкви выходцам из Центральной Америки».
Важным событием в движении «убежище» в США стало принятие в 1985 году в Сан-Франциско резолюции «Город-убежище», которая носила в основном символический характер. Постановление 1985 года запрещало использовать городские средства и ресурсы для оказания помощи федеральным органам по контролю за соблюдением иммиграционного законодательства, что является определяющей характеристикой «города-убежища» в США. По состоянию на 2018 год более 560 городов, штатов и округов считали себя «городами-убежищами». Некоторые ставят под сомнение точность термина «город-убежище», используемого в США.

### Терминология
Для описания иммигрантов, въехавших в США нелегально, используется несколько различных терминов и выражений.
Термин «иностранец», который в основном использовался в американских новостных источниках в период с 1970-х по 2010-е годы, по мнению многих защитников прав иммигрантов, является уничижительным и дегуманизирующим. По данным аналитической компании LexisNexis, использование термина «иностранец» в репортажах об иммиграции существенно сократилось и в 2013 году составляло всего 5% от общего числа терминов, используемых крупными новостными изданиями. «Закон о гражданстве США от 2021 года», предложенный президентом Джо Байденом Конгрессу, исключит слово «иностранец» из федеральных иммиграционных законов и заменит его на «негражданин».
Использование слова «нелегальный» и словосочетаний с этим словом (например, нелегальный иностранец, нелегальный иммигрант, нелегальный работник и нелегальный мигрант) сократилось: в 1996 году они составляли 82% от общего числа используемых слов, в 2002 году — 75%, в 2007 году — 60%, а в 2013 году — 57%.
Используются несколько других фраз: иммигрант без документов (использование в новостных сообщениях увеличилось с 6% в 1996 году до 14% в 2013 году); нелегальный иммигрант (3% использования в 2013 году и редко встречались до этого времени) и лицо без документов или люди без документов (1% в 2007 году, увеличившись до 3% в 2013 году). В этом контексте недокументированный обычно относится не к безгражданству, а к статусу нелегальной иммиграции.